# Grégory Arnolin
Grégory Arnolin (Livry-Gargan, Sena-Saint Denis, Francia, 10 de noviembre de 1980) es un exfutbolista francés de ascendencia martiniquesa que jugaba como defensa.

## Trayectoria
Se formó en el fútbol base del París Saint-Germain F. C., aunque nunca llegó a debutar con el primer equipo; el club parisino lo cedió a varios conjuntos franceses: Union Sportive de Torcy, Football Club Les Lilas, U. S. Ivry y, por último, Red Star F. C., hasta que venció su contrato en 2001. Al quedar libre, firmó con el Villemomble Sports por una temporada.
Al año siguiente, dio el salto al fútbol portugués para fichar por el F. C. Pedras Rubras, donde permaneció dos temporadas y comenzó a destacar, llamando la atención de algunos equipos grandes del país luso. En 2004, fichó por el Gil Vicente F. C. y, en 2006, firmó por dos temporadas con el Club Sport Marítimo. Posteriormente, fue contratado por el Vitória de Guimarães, con quien disputó la Liga de Campeones 2008-09, perdiendo en la tercera fase contra el F. C. Basilea, por lo que pasó a jugar la Copa de la UEFA, en la que el Vitória fue eliminado por el Portsmouth F. C. inglés en la primera ronda.
En 2009, se trasladó a España para fichar por el Real Sporting de Gijón por tres campañas. Tras rescindir su contrato con el Sporting en julio de 2013, regresó a Portugal para firmar por el F. C. Paços de Ferreira. Se desvinculó del equipo en enero de 2014 y a comienzos de la siguiente campaña firmó con el Atlético Clube de Portugal. Allí permaneció hasta el mes de agosto, momento en que aceptó una oferta del F. C. Goa para disputar la primera edición de la Superliga de India. Una vez concluido el campeonato, en el que su equipo finalizó en segundo puesto la liga regular y fue derrotado en las semifinales por el Atlético de Kolkata, regresó al Atlético portugués para jugar la segunda vuelta de la temporada 2014-15.

## Selección nacional
Fue uno de los convocados por la selección de Martinica para participar en la Copa de Oro de la Concacaf 2013. Debutó como internacional en el encuentro inaugural de la competición, en el que Martinica derrotó a Canadá por 0-1.

## Clubes
| Club                       | País     | Año       |
| -------------------------- | -------- | --------- |
| Villemomble Sports         | Francia  | 2001-2003 |
| F. C. Pedras Rubras        | Portugal | 2003-2004 |
| Gil Vicente F. C.          | Portugal | 2004-2006 |
| C. S. Marítimo             | Portugal | 2006-2008 |
| Vitória de Guimarães       | Portugal | 2008-2009 |
| Real Sporting de Gijón     | España   | 2009-2013 |
| F. C. Paços de Ferreira    | Portugal | 2013-2014 |
| Atlético Clube de Portugal | Portugal | 2014      |
| F. C. Goa                  | India    | 2014      |
| Atlético Clube de Portugal | Portugal | 2015      |
| F. C. Goa                  | India    | 2015-2016 |